# Indoor cycling

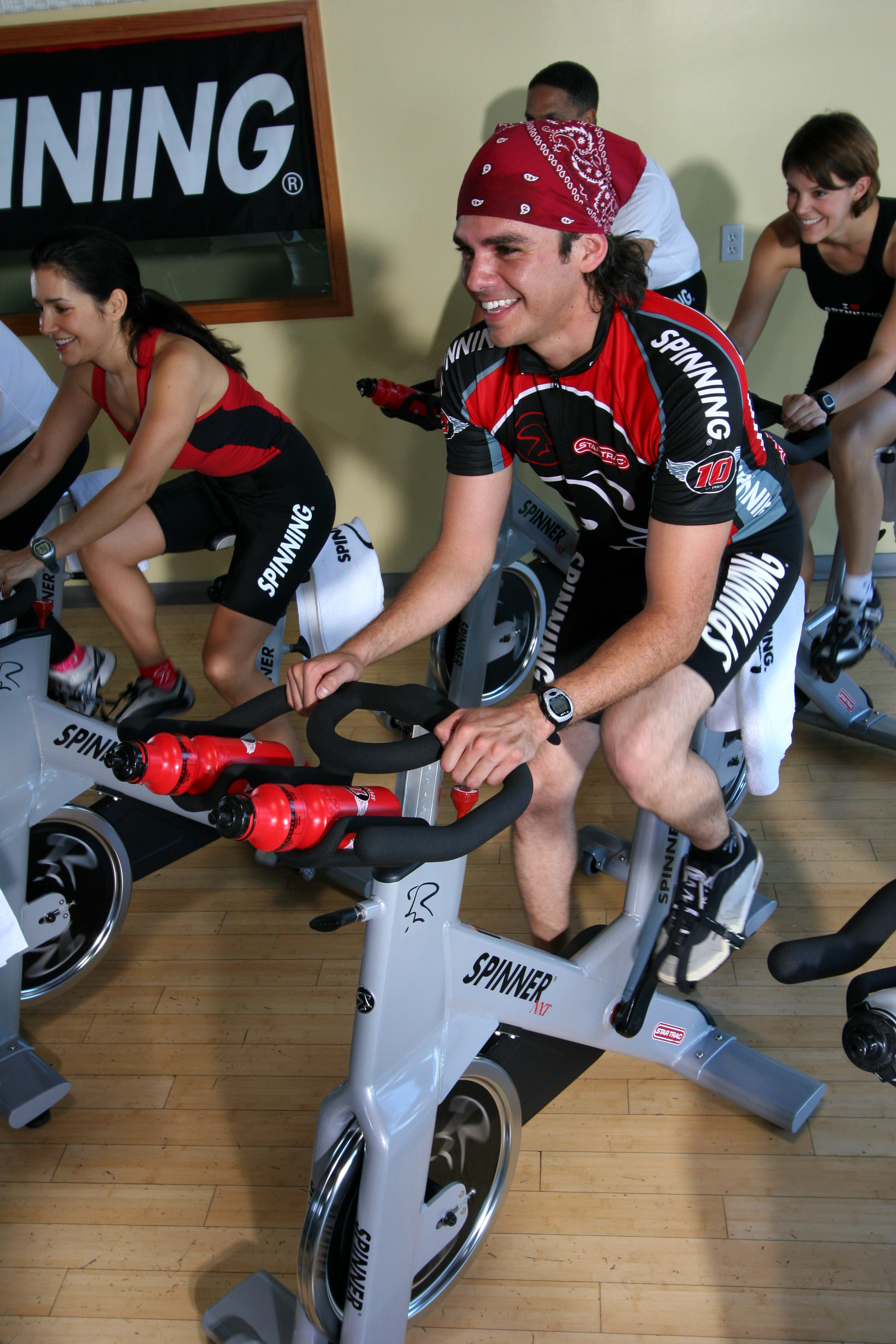
Een spinningles

Indoor cycling (ook wel spinning) is staand of zittend fietsen op een speciale hometrainer, ook wel de "spinner" genoemd. Dit kan op eigen gelegenheid, thuis of in zalen, alsook onder leiding van een spinninginstructeur in een fitnesscentrum. Hierbij wordt dan vaak muziek gedraaid als extra stimulans.
Tijdens de work-out, ook wel ride genoemd, wordt de weerstand van de hometrainer aangepast, afhankelijk van het tempo en de soort oefening. De oefeningen bestaan uit onder andere een (staande of zittende) vlakke weg, een (staande of zittende) heuvel en sprints (of combinaties daarvan). Door wisselende belasting en  verschillende zit- en stahoudingen worden hart, longen en beenspieren getraind. De weerstand die de machine geeft kan per individu verschillend ingesteld worden, hij of zij bepaalt zelf de zwaarte van de training en controleert de inspanningen eventueel met een hartslagmeter.

## Effect van de oefeningen
Indoor cycling zorgt, net als andere trainingsactiviteiten, voor het sterker maken van het hart, het groter maken van de longinhoud zodat er meer zuurstof kan worden opgenomen, een regelmatige bloedsomloop, zodat de spieren beter worden doorbloed, het elastischer maken van de spieren zodat verzuring en aanhechtingspijnen minder voorkomen. Bil- been- en rugspieren worden veelvuldig gebruikt en dus getraind door het steeds veranderen van positie op de fiets.

## De machine
Een stationaire fiets met een X-vormig frame voorzien van een (ongeveer) 20 kilo wegend vliegwiel. De stationaire fiets trapt door (ook wel "doortrapper" genaamd), het heeft dus geen vrijloop zoals normale hometrainers. Op het stuur of in het frame zit een knop waarmee de weerstand verhoogd en verlaagd kan worden en waarmee geremd kan worden. Het zadel en het stuur zijn in hoogte en tevens naar voren en achteren te verstellen zodat voor iedereen de juiste fietshouding gevonden kan worden. Het stuur is een combinatie van een ossekopstuur en een ligstuur (zonder ligsteunen voor de ellebogen).
Trappers zijn enerzijds voorzien van een SPD-sluiting en anderzijds van toeclips. Het is dus mogelijk met fietsschoenen of met gewone sportschoenen deel te nemen aan een spinningles. De fiets is voorzien van één of twee bidonhouders.

## Vergelijking met fietsen
Belangrijke verschillen tussen pedaleren op een hometrainer enerzijds en fietsen of  wielrennen anderzijds zijn dat men op het toestel niet hoeft te sturen, dat er geen wind is (dus ook nooit tegenwind, maar evenmin afkoeling door rijwind) en men bijvoorbeeld veel langer staand op de pedalen kan trainen en zo de kuitspieren kan belasten: de training wordt bij Indoor cycling vooral beperkt door de eigen fysieke en fysiologische grenzen en niet mede door omstandigheden van weg of weer.